# Jonah Hex (film)
Cet article concerne le film. Pour le personnage de comics, voir Jonah Hex.
Pour les articles homonymes, voir Hex.
Pour plus de détails, voir Fiche technique et Distribution.
Jonah Hex est un film américain réalisé par Jimmy Hayward, sorti en 2010.
Il est inspiré du personnage de fiction Jonah Hex appartenant à DC Comics et créé par John Albano et Tony DeZuniga.

## Synopsis
Pendant la Guerre de Sécession, l'officier sudiste Jonah Hex (Josh Brolin) tue son supérieur et ami Jeb Turnbull après avoir refusé de massacrer des civils dans un hôpital. Le général sudiste fanatique Quentin Turnbull (John Malkovich), père de Jeb, se venge alors en assassinant la famille de Hex sous ses yeux avec l'aide de son bras-droit Burke (Michael Fassbender). Il laisse sur la figure de Jonah une marque au fer rouge et l'abandonne à son sort.
Des jours plus tard, une tribu amérindienne recueille Hex pour le ramener à la vie. Mais Hex ne sera plus jamais le même : meurtri, solitaire, et maîtrisant des pouvoirs surnaturels comme ramener temporairement à la vie les cadavres, il devient un chasseur de primes et hors-la-loi redouté à travers tout l'Ouest.
En 1876, l'armée américaine apprend que Quentin Turnbull (qui n'a pas accepté la défaite du Sud en 1865) cherche à semer le chaos pendant les célébrations du centenaire des États-Unis avec une arme de destruction massive (une sorte de gatling expérimentale de gros calibre) qu'il a volé. L'armée charge Jonah Hex de tenter de l'arrêter, ce qu'il fera avec le soutien d'une prostituée au fort caractère, Lilah (Megan Fox)…

## Fiche technique
- Titre original, français et québécois : Jonah Hex
- Réalisation : Jimmy Hayward
- Scénario : Mark Neveldine et Brian Taylor, d'après une histoire de William Farmer, Mark Neveldine et Brian Taylor, d'après les personnages créés par John Albano et Tony DeZuniga
- Musique : Marco Beltrami, John Powell et Mastodon
- Direction artistique : John B. Josselyn, Jonah Markowitz et Seth Reed
- Décors : Tom Meyer
- Costumes : Michael Wilkinson
- Photographie : Mitchell Amundsen
- Son : Gregory H. Watkins, Jeremy Peirson, Byron Wilson
- Montage : Daniel P. Hanley, Kent Beyda, Tom Lewis et Fernando Villena
- Production : Akiva Goldsman et Andrew Lazar
  - Production déléguée : Matt LeBlanc, Thomas Tull, William Fay, John Goldstone, Jon Jashni et Ravi D. Mehta
  - Production associée : Joshua Levinson
  - Coproduction : Richard Middleton, Margot Lulick et Miri Yoon
- Sociétés de production[1] : Mad Chance, DC Entertainment et Weed Road Pictures, présenté par Warner Bros., en association avec Legendary Entertainment
- Société de distribution : Warner Bros.
- Budget : 47 millions de $[2],[3]
- Pays de production :  États-Unis
- Langue originale : anglais
- Format[4] : couleur (Technicolor) - 35 mm / D-Cinema - 2,35:1 (Cinémascope) - son DTS | Dolby Digital | SDDS
- Genre : action, Western, thriller, drame, fantastique
- Durée : 81 minutes
- Dates de sortie[5] :
  - États-Unis, Québec : 18 juin 2010[6]
  - Belgique : 1er octobre 2010
  - France : 2 février 2011 (sortie directement en DVD et Blu-ray)[7] (avec le doublage québécois)[réf. souhaitée]
- Classification[8] :
  - États-Unis : accord parental recommandé, film déconseillé aux moins de 13 ans (PG-13 - Parents Strongly Cautioned)[Note 1]
  - France : tous publics
  - Québec : tous publics - déconseillé aux jeunes enfants (G - General Rating)[6]

## Distribution
- Josh Brolin (V. Q. : Gilbert Lachance) : Jonah Hex
- John Malkovich (V. Q. : François Godin) : Quentin Turnbull
- Megan Fox (V. Q. : Catherine Proulx-Lemay) : Lilah
- Michael Fassbender (V. Q. : Patrice Dubois) : Burke
- Michael Shannon : Docteur Cross Williams
- Will Arnett (V. Q. : Daniel Picard) : Lieutenant Grass
- Julia Jones : Cassie
- David Patrick Kelly : Prospector
- Brandi Coleman : Olean
- Tom Wopat : Colonel Slocum
- Natacha Itzel : la femme de Jonah
- Aidan Quinn : le Président Ulysses S. Grant
- Tom Townsend : Bruno
- Thomas Tah Hyde III : Alvin
- Eric Scott Woods : Sergent Sam
- Luke James Fleischmann : Travis Hex
- Jeffrey Dean Morgan : Jeb Turnbull (non crédité)

Source et légende : Version québécoise (V. Q.) sur Doublage.qc.ca
La version française doublée en France est inexistante, à l’instar de Army of One et 31 de Rob Zombie, c’est pourquoi le film est arrivé en France, en Suisse et au Benelux avec la version doublée au Québec.

## Production

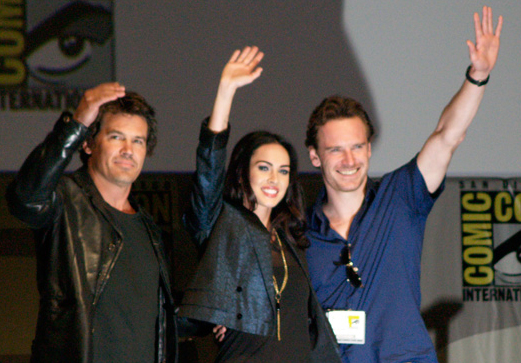
Les acteurs principaux Josh Brolin, Megan Fox et Michael Fassbender au Comic-Con 2009 pour la promotion du film.

### Genèse et développement
Jonah Hex est un personnage de l'univers de DC Comics. Il est créé par John Albano et Tony DeZuniga et apparait pour la première fois dans le numéro 10 de All-Star Western en 1972.
Les scénaristes Mark Neveldine et Brian Taylor devaient également réaliser le film mais ont finalement préféré refuser en raison de désaccords artistiques avec le studio. Le poste de réalisateur sera proposé à Andy Fickman et McG, avant de revenir à Jimmy Hayward, qui n'avait dirigé qu'un film d'animation, Horton (2008).

### Attribution des rôles
Emile Hirsch et Matthew McConaughey ont été pressentis pour le rôle principal, alors que Thomas Jane avait montré un fort intérêt pour le personnage,.

### Tournage
Le tournage a eu lieu en Louisiane, notamment à Fort Pike, La Nouvelle-Orléans (Vieux carré français, cimetière Lafayette, City Park, Saenger Theatre), Crown Pointe, Raceland, Saint Francisville, Bayou Gauche. Pour les reshoots (plans supplémentaires tournés après la fin du tournage principal), l'équipe s'est rendu en Californie, notamment à Los Angeles.

## Bande originale
Albums de Mastodon
Crack the Skye
(2009) The Hunter
(2011)
La musique du film est composée par Marco Beltrami et le groupe de metal Mastodon.
| 1.    | Death March                      | 8:52 |
| 2.    | Clayton Boys                     | 3:12 |
| 3.    | Indian Theme                     | 4:10 |
| 4.    | Train Assault                    | 4:13 |
| 5.    | Death March (Alternate Version)  | 9:07 |
| 6.    | Clayton Boys (Alternate Version) | 3:12 |
| 32:46 |                                  |      |

### Crédits
- Marco Beltrami – compositeur
- Brann Dailor – batterie
- Brent Hinds – guitare
- Bill Kelliher – guitare
- Troy Sanders – guitare basse

## Box office
Le film fut un véritable échec au box-office : largement éclipsé par Toy Story 3, il ne rapportera qu'à peu près 11 millions de dollars pour un budget de 47 millions. Sorti seulement en DVD à l'international, il ne rapportera que 400 000 dollars de recettes.
| Pays ou région | Box-office   | Date d'arrêt du box-office | Nombre de semaines |
| -------------- | ------------ | -------------------------- | ------------------ |
| Mondial        | 11 000 000 $ |                            | 8                  |
| États-Unis     | 10 600 000 $ |                            | 8                  |

## Distinctions
Entre 2010 et 2011, le film Jonah Hex a été sélectionné 5 fois dans diverses catégories récompensant le "pire" du cinéma et a remporté 1 récompense,.

### Récompenses
- Société des critiques de cinéma de Houston 2010 : Prix HFCS du pire film.

### Nominations
- Prix Schmoes d'or 2010 : Pire film de l'année.
- Alliance des femmes journalistes de cinéma 2011 : Pire image de la femme.
- Prix Razzie 2011 :
  - Pire actrice pour Megan Fox,
  - Pire couple à l'écran / Pire casting à l’écran pour le visage de Josh Brolin et l'accent de Megan Fox.